# Bethlen Farkas (főkapitány)
Iktári Bethlen Farkas (1530 körül – 1590) udvari főkapitány János Zsigmond idejében, Bethlen Gábor erdélyi fejedelem apja.

## Életpályája
Az 1526–38 között dúló magyar belháborúban Ferdinánd pártján állt. Gyulai főkapitányként részt vett a törökök elleni harcokban. János Zsigmond Erdélybe hívta, és udvari főkapitányává, azaz állandó seregének parancsnokává nevezte ki. Báthory István oldalán 1575-ben részt vett a kerelőszentpáli csatában, amelyet a fejedelem a trónkövetelő Bekes Gáspár és az őt támogató székelyek ellen vívott. A csatában szerzett érdemeiért 1576. február 1-jén a marosillyei uradalmat kapta. 1576-ban elkísérte a fejedelmet Krakkóba, a lengyel királyi beiktatására.

## Családja
Felesége, Lázár Druzsina előkelő gyergyói székely családból származott. Két gyermekük született, akik utóbb Erdély fejedelmeivé váltak: Gábor (1580–1629) és István (1582–1648).